# 神戸大学ラグビー部
神戸大学ラグビー部 (こうべだいがくラグビー部、正式名称:神戸大学体育会ラグビー部) は神戸市灘区六甲台町にある神戸大学のラグビー部である。
神戸大学ラグビー部は、1923年に現在の神戸大学の前身の一つである神戸商業大学にて創部した。
| スタブアイコン | サブスタブ | この項目は、まだ閲覧者の調べものの参照としては役立たない、スポーツに関連した書きかけの項目です。この項目を加筆・訂正などしてくださる協力者を求めています（P:スポーツ/PJ:スポーツ）。 |